# Brachythecium gloriosum
Brachythecium gloriosum är en bladmossart som beskrevs av Jean Édouard Gabriel Narcisse Paris 1894. Brachythecium gloriosum ingår i släktet gräsmossor, och familjen Brachytheciaceae. Inga underarter finns listade i Catalogue of Life.